# 신의왕후
신의왕후 한씨(神懿王后 韓氏, 1337년 10월 6일(음력 9월 4일) ~ 1391년 11월 25일(음력 9월 23일))는 조선을 건국한 태조 이성계의 첫번째 아내로 정종과 태종의 모후이다.

## 개요
이성계가 조선을 개국하기 1년 전인 1391년에 사망하였으며, 1393년(태조 2년) 절비(節妃)로 추증되었다.
1398년(정종 즉위년), 정종이 즉위하여 신의왕후(神懿王后)로 추존하였으며, 태종이 신의왕태후(神懿王太后)로 추상하였다.
1899년(광무 3년) 대한제국 고종에 의해 신의고황후(神懿高皇后)로 추존되었다.

## 생애
본관은 안변 한씨이며, 1337년(충숙왕 후5년) 9월, 고려 동북면 영흥(永興) 풍류산 아래 금리(琴理)에서 아버지 한경(韓卿)과 어머니 삭녕 신씨(朔寧 申氏)의 딸로 태어났다.
한씨가 태어날 때, 하늘에서 아름다운 음악소리가 들려오고 뒷산에는 오색 영롱한 구름이 감돌았다 하여 풍류산(風流山)이라 이름 지었다고 한다. 훗날 신의왕후의 탄생을 기념하기 위하여 1824년(순조 24년)에 태어난 마을에 기념비를 세웠다.
15세 무렵인 1351년, 이성계와 혼인하여 6남 2녀를 낳았다.
1364년(공민왕 13년) 이성계는 고종 사촌인 삼선(三善)과 삼개(三介)가 난을 일으키자 진압하였다. 그 공으로 봉익대부밀직부사(奉翊大夫密直副使)에 오르며 단성양절익대공신(端誠亮節翊戴功臣)의 호를 받자 부인 한씨도 원신택주(元信宅主)에 봉해졌다.
한씨는 이성계가 전쟁터를 누비는 동안 고향 집에서 집안의 대소사를 도맡아 처리하며 내조하였다. 이성계는 개경에서 명문 거족 강윤성 딸인 강씨를 경처(京妻)로 맞이하였고, 한씨는 이성계의 향처(鄕妻)로서 동북면에 거주하며 집안의 대소사를 살폈다.
1388년(우왕 14년), 위화도 회군 때에는 포천 재벽동에 머물다가 아들 이방원의 인솔하에 식구들과 함께 동북면으로 피신을 갔으며, 1391년(공양왕 3년) 8월 무렵 병을 앓기 시작하여 9월 23일에 사망하였다.
능은 개성특별시 개풍군 대련리에 위치한 제릉(齊陵)이다.

## 사후
조선 건국 전에 사망하여, 태조 이성계의 둘째 부인인 신덕왕후가 조선의 첫 왕비가 되었다. 아들인 정종이 즉위하여 신의왕후(神懿王后)로 추존하였다.
태종실록 36권, 태종 18년 8월 8일 을유 2번째기사로 태종이 세자 양녕에게 양위하려 하자, 꿈에 나타나 눈물을 흘리며 만류하였다는 기록이 있다.
1683년(숙종 9년), 송시열이 '태종이 한씨에게 올린 왕태후의 작위가 예법에 어긋난다'고 상소하여 승인순성신의왕후(承仁順聖神懿王后)로 개책되었다.
1899년(광무 3년) 대한제국 고종에 의해 신의고황후(神懿高皇后)로 추존되었다.

## 가족 관계
| 조선의 왕비 대한제국의 추존 황후 | 신의고황후 한씨 神懿高皇后 韓氏 | 출생                                    | 사망                                         |
| 조선의 왕비 대한제국의 추존 황후 | 신의고황후 한씨 神懿高皇后 韓氏 | 1337년 9월 생일 미상 고려 동북면 화령부 | 1391년 10월 21일 (음력 9월 23일) (54세) 고려 |

|    |                                     | 본관 | 생몰년      | 부모               | 비고 |
| -- | ----------------------------------- | ---- | ----------- | ------------------ | ---- |
| 부 | 안천부원군 安川府院君 한경 韓卿     | 안변 | 생몰년 미상 | 한규인 韓珪仁 미상 |      |
| 모 | 삼한국대부인 三韓國大夫人 신씨 申氏 | 삭녕 | 생몰년 미상 | 신윤려 申允麗 미상 |      |

| 조선의 초대 국왕 대한제국의 추존 황제 | 태조 고황제 太祖 高皇帝 | 출생 | 1335년 10월 27일 (음력 10월 11일) 고려 동북면 화령부 사제        |
| 조선의 초대 국왕 대한제국의 추존 황제 | 태조 고황제 太祖 高皇帝 | 사망 | 1408년 6월 18일 (음력 5월 24일) (72세) 조선 한성부 창덕궁 광연루 |

| 군호 | 군호                                | 이름      | 생몰년          | 배우자 | 비고       |
| ---- | ----------------------------------- | --------- | --------------- | --- | ---------- |
| 1    | 진안대군 鎭安大君                   | 방우 芳雨 | 1354년 - 1393년 | 삼한국대부인 충주 지씨 三韓國大夫人 池氏                                                                               |            |
| 2    | 정종대왕 定宗大王 영안대군 永安大君 | 방과 芳果 | 1357년 - 1419년 | 정안왕후 김씨 定安王后 金氏                                                                                            | 제2대 국왕 |
| 3    | 익안대군 益安大君                   | 방의 芳毅 | 1360년 - 1404년 | 삼한국대부인 동주 최씨 三韓國大夫人 崔氏                                                                               |            |
| 4    | 회안대군 懷安大君                   | 방간 芳幹 | 1364년 - 1421년 | 삼한국대부인 여흥 민씨 三韓國大夫人 閔氏 삼한국대부인 밀양 황씨 三韓國大夫人 黃氏 금릉부부인 김포 금씨 金陵府夫人 琴氏 |            |
| 5    | 태종대왕 太宗大王 정안대군 靖安大君 | 방원 芳遠 | 1367년 - 1422년 | 원경왕후 민씨 元敬王后 閔氏                                                                                            | 제3대 국왕 |
| 6    | 덕안대군 德安大君                   | 방연 芳衍 | 생몰년 미상     | 미상 |            |

| 작호 | 작호              | 생몰년도    | 배우자                          | 비고                                  |
| ---- | ----------------- | ----------- | ------------------------------- | ------------------------------------- |
| 1    | 경신공주 慶愼公主 | ? - 1426년  | 상당부원군 上黨府院君 이애 李薆 |                                       |
| 2    | 경선공주 慶善公主 | 생몰년 미상 | 청원군 靑原君 심종 沈悰         | *세종의 왕비 소헌왕후 심씨의 외숙모.* |

| 남편 태조 이성계 | 셋째 아들 익안대군 방의 | 첫째 딸 경신공주 |

## 신의왕후가 등장하는 작품
- 《개국》(KBS1, 1983년, 배우:태현실)
- 《추동궁 마마》(MBC, 1983년, 배우:김소원)
- 《용의 눈물》(KBS1, 1996년~1998년, 배우:한영숙)
- 《태종 이방원 (드라마)》(KBS1, 2021년~2022년, 배우:예수정)

## 같이 보기
- 태조
- 신덕왕후
- 진안대군
- 정종
- 익안대군
- 회안대군
- 태종
- 덕안대군
- 제릉

## 참고 자료
- 《동문선(東文選)》
- 《용비어천가(龍飛御天歌)》
- 《연려실기술(燃藜室記述)》
- 《태조실록》
- 《정종실록》
- 《태종실록》
- 《세종실록》